# Grammonota pictilis
Grammonota pictilis là một loài nhện trong họ Linyphiidae.
Loài này thuộc chi Grammonota. Grammonota pictilis được Octavius Pickard-Cambridge miêu tả năm 1875.